# Vauxhall VXR8
O  VXR8  é um sedan desportivo de grande porte da Vauxhall. É o sucessor do Vauxhall Monaro.